# Jean-Claude Juncker
Jean-Claude Juncker (Redange-sur-Attert, Luksemburg, 9. prosinca 1954.) luksemburški je političar i bivši predsjednik Europske komisije od 2014. do 2019. godine, te bivši premijer Luksemburga od 1995. do 2013. godine. Služio je kao ministar financija i rada Luksemburga od 1989. do 2009. Član je Kršćansko-socijalne narodne stranke (CSV/PCS).
Diplomiao je pravo u Strasbourgu 1979., i postao je odvjetnik 1980., ali nikada se nije bavio tim zanimanjem. Imenovan je 1982. za državnog tajnika za rad o socijalnoj sigurnosti. U 1984. postao je zastupnik, a 1989. ministar rada i financija. U periodu 1989. – 1995. kao luksemburški ministar financija bio je i je član Odbora guvernera Svjetske banke. Od 1995. bio je premijer i ministar financija Luksemburga. Iste godine postao je i član Odbora guvernera Međunarodnog monetarnog fonda.
Juncker je 10. rujna 2004., postao predsjednik Eurogrupe. Nadimak mu je "Heroj Dublina".

## Nagrade
- 2006. – Karlova nagrada

## Vanjske poveznice
- Životopis (fra.)